# 110-й гвардійський навчальний центр (СРСР)
110-й гвардійський окружний навчальний Полтавський Червонопрапорний центр (110 гв. ОНЦ, в/ч 39287) — військове формування радянських військ.
1992 року ввійшло до складу Збройних сил України.

## Історія
Дивізія сформована в липні 1941 року як 293-тя стрілецька дивізія (I формування). Воювала у складі військ Південно-Західного, Воронезького, Степового і 2-го Українського фронтів. З листопада 1942 року брала участь у Сталінградській битві. У жовтні 1942 року була включена в склад 66-ї (з квітня 1943 року 5-та гвардійська) армії і в її складі брала участь в битві на Курській дузі, звільненні Лівобережної України.
21 січня 1943 року за участь в Сталінградській битві 293-тя дивізія була перейменована у 66-ту гвардійську стрілецьку дивізію. В наказі ВГК № 34 від 21.01.1943 року значилося:

| «...В боях за нашу Радянську Батьківщину проти німецьких загарбників 293-тя стрілецька дивізія показала зразки мужності, відваги, дисципліни та організованості. Ведучи безперервні бої … дивізія завдала величезних втрат фашистським військам і своїми нищівними ударами знищувала живу силу і техніку противника, нещадно громила німецьких загарбників… За проявлену відвагу в боях за Вітчизну, за стійкість … за героїзм особового складу перетворити 293-ю стрілецьку дивізію в 66-ту гвардійську стрілецьку … Перетвореній дивізії вручити гвардійське прапор…» Оригінальний текст (рос.) «…В боях за нашу Советскую Родину против немецких захватчиков 293-тя стрелковая дивизия показала образцы мужества, отваги, дисциплины и организованности. Ведя непрерывные бои… дивизия нанесла огромные потери фашистским войскам и своими сокрушительными ударами уничтожала живую силу и технику противника, беспощадно громила немецких захватчиков… За проявленную отвагу в боях за Отечество, за стойкость… за героизм личного состава преобразовать 293-ю стрелковую дивизию в 66-ю гвардейскую стрелковую… Преобразованной дивизии вручить гвардейское знамя…» |
Після боїв під Сталінградом, у складі 32-го гвардійського стрілецького корпусу 66-та гвардійська стрілецька дивізія була перекинута під Старий Оскол.
Перед початком Курської битви 66-та гвардійська стрілецька дивізія 32-го гвардійського стрілецького корпусу 5-ї гвардійської армії знаходилася у другому ешелоні бойового порядку військ, тобто на сімдесят кілометрів північніше Прохоровки. Після запеклих боїв частини дивізії 12 липня 1943 року перейшли в контрнаступ під Прохорівкою спільно з частинами 5-ї гвардійської танкової армії.
В ході наступу на території Лівобережної України частини дивізії брали участь у визволенні Полтави, Кременчука, з ходу форсували Дніпро і захопили плацдарм на його правому березі.
З'єднання відзначилося в боях за визволення Полтави. 32-й гвардійський стрілецький корпус отримав бойовий наказ форсувати річку Ворсклу і вийти до Полтави з заходу. 66-та гвардійська дивізія першою переправилася на правий берег річки і сміливо діяла в авангарді військ. В ознаменування звільнення Полтави наказом Верховного головнокомандувача від 23 вересня 1943 року № 22 66-та гвардійська стрілецька дивізія удостоєна почесного найменування «Полтавська».
У Кременчуці, куди дивізія увірвалася 29 вересня її частинами був звільнили табір військовополоненних, в якому було закатовано кілька тисяч бранців. 5 жовтня 1943-го вночі в районі села Власівка, трохи вище Кременчука, 66-та гвардійська дивізія у складі 32-го гвардійського стрілецького корпусу почала переправу з висадкою на острові Піщаному, який був прозваний «острів смерті». Після тривалих боїв на «острові смерті», приблизно 20 жовтня дивізія легко переправилася через Дніпро по понтонному мосту в районі сіл Куцеволівки і Деріївки на правий берег, де вже був створений гігантський плацдарм для розвитку наступальних боїв за Правобережну Україну.
Брала участь у Східно-Карпатській 1944 і Західно-Карпатській, Моравсько-Остравській операціях 1945.
5 квітня 1945 року за звільнення Будапешта дивізія була нагороджена орденом Червоного Прапора, а 145-му гвардійському стрілецькому полку зі складу дивізії було присвоєно почесне найменування «Будапештський» (нині 300-й окремий гвардійський механізований Будапештський полк).
66-та гвардійська Полтавська Червонопрапорна стрілецька дивізія завершила бойовий шлях Великої Вітчизняної війни з'єднанням 18-ї армії 4-го Українського фронту, маючи своїми полками 145-й, 193-й, 195-й гвардійські стрілецькі, 135-й гвардійський артилерійський полки. За роки війни дивізія відзначена 13-ма подяками Верховного Головнокомандувача.
По завершенні німецько-радянської війни з'єднання залишалося стрілецькою дивізією Прикарпатського військового округу. Підрозділі цієї дивізії брали участь у прідушенні революції 1956 року в Угорщині (128-й гвардійській танково-самохідній полк, який розміщувався в місті Сторожинець). А у 1968 році інший підрозділ дивізії, дислокований у Садгорі, придушував революцію в Чехословаччіні.
У 1957 році дивізія була переформована у мотострілецьку, а в 1960-ті—1980-ті роки стала навчальної мотострілецької дивізії ПрикВО.
Станом на 1991 рік колишня 66-та гвардійська мотострілецька Полтавська Червонопрапорна дивізія — 110-й гвардійський окружний навчальний центр.
Після розпаду СРСР центр перейшов під юрисдикцію України і увійшов до складу Збройних сил України. Невдовзі переформований на 66-ту механізовану дивізію.

## Командири
293-тя стрілецька дивізія
- полковник Лагутін Павло Пилипович (10.07.1941, з 27.12.1941 генерал-майор).

66-та гвардійська стрілецька дивізія
- генерал-майор Якшин Аким Васильович (21.01.1943 — 28.10.1943),
- генерал-майор Фролов Сергей Фролович (29.10.1943 — 09.05.1945).

## Структура
Станом на 1943–1945 рр
- 145-й гвардійський стрілецький полк,
- 193-й гвардійський стрілецький полк,
- 195-й гвардійський стрілецький полк,
- 135-й гвардійський артилерійський полк,
- 71-й гвардійський окремий винищувальний протитанковий дивізіон,
- 81-ша гвардійська зенітна артилерійська батарея (до 05.02.1943),
- 67-ма гвардійська розвідувальна рота,
- 74-й гвардійський саперний батальйон,
- 94-та гвардійська окрема рота зв'язку (з 02.01.1945 179-й гвардійський окремий батальйон зв'язку),
- 576-й (72-й) медико-санітарний батальйон,
- 68-ма гвардійська окрема рота хімзахисту,
- 649-та (70-та) автотранспортна рота,
- 651-ша (64-та) польова хлібопекарня,
- 662-й (65-й) дивізійний ветеринарний лазарет.

Станом на 1991 рік
- 145-й гвардійський навчальний механізований Будапештський полк,
- 193-й гвардійський навчальний механізований полк,
- 195-й гвардійський навчальний механізований полк,
- 128-й гвардійський навчальний танковий полк,
- 135-й гвардійський навчальний артилерійський полк,
- 1292-й навчальний зенітний артилерійський полк,
- 847-й окремий ракетний дивізіон,
- 1262-й окремий навчальний розвідувальний батальйон,
- 179-й окремий батальйон зв'язку,
- 74-й окремий навчальний інженерно-саперний батальйон,
- 780-й окремий навчальний автомобільний батальйон,
- 435-й окремий навчальний ремонтно-відновлювальний батальйон.

Разом: 101 танк Т-64, Т-55, Т-54; 177 БМП-1; 76 БТР-70, БТР-60; 6 гармат Д-30; 3 РСЗВ БМ-21.